# Grübelekopf
Grübelekopf är ett berg i Österrike, på gränsen till Schweiz. Det ligger i den västra delen av landet, 500 km väster om huvudstaden Wien. Toppen på Grübelekopf är 2 894 meter över havet, eller 28 meter över den omgivande terrängen. Bredden vid basen är 0,09 km.
Terrängen runt Grübelekopf är bergig åt nordost, men åt sydväst är den kuperad. Närmaste större samhälle är Sankt Anton am Arlberg, 17,0 km nordväst om Grübelekopf. 
Trakten runt Grübelekopf består i huvudsak av gräsmarker. Runt Grübelekopf är det mycket glesbefolkat, med 7 invånare per kvadratkilometer.